# Cornélie van Oosterzee
Cornélie van Oosterzee, née le 16 août 1863 à Batavia et morte le 12 août 1943 à Berlin, est une pianiste et compositrice néerlandaise.

## Biographie
Cornélie van Oosterzee nait le 16 août 1863 à Jakarta (alors Batavia) de Pieter Cornélis van Oosterzee et Johanna Theophanie Bernardina. Elle a trois frères et trois sœurs dont Louis van Oosterzee (nl). Elle est la nièce du théologien Johannes Jacobus van Oosterzee (nl).
À l'âge de cinq ans Cornelie déménage avec sa famille à La Haye depuis Jakarta. Là elle commence des cours de piano avec Carel Wirtz au Conservatoire royal de La Haye et à seize ans commence des cours de théorie musicale avec le compositeur et organiste Willem Nicolaï. Ses études prennent fin en 1883 lorsque sa famille déménage aux Indes néerlandaises. Cornelie demande des conseils sur son avenir à Clara Schumann qui lui déconseille de poursuivre une carrière de pianiste de concert car elle a déjà une vingtaine d'années. Van Oosterzee lui écrit dans ses lettres qu'elle n'a pas pu se développer musicalement aux Indes, « un pays tel un silencieux qui a pratiquement éteint toute création artistique. ».  
De retour aux Pays-Bas à la mort de sa mère en 1888, à vingt-cinq ans, Cornélie reprend ses cours avec Nicolaï mais part peu après pour Berlin sur les conseils de ses amis Julius Rontgen et Johannes Masschaert.
Après deux ans passés à Berlin elle s'installe à Stuttgart pour étudier avec les compositeurs Samuel de Lange et Robert Radecke (en). Après deux ans au Conservatoire Stern de Berlin, elle est en 1892 la seule étudiante admise dans la Master Class d'orchestration d'Heinrich Urban car « elle ne compose pas du tout comme une dame », ce qu'Urban voyait comme un compliment. Étudier à l'étranger en tant que femme était difficile à cette époque. Elle-même écrit : « Être une “femme” a suscité beaucoup de méfiance et de rejet froid, combien de pierres n'ont-elles pas été posées sur mon chemin ! Si j'avais pu ouvrir une voie quelconque et surmonter cette suspicion décourageante pour mes consœurs, - comme cela m'aurait rendu heureuse ! »,
À Berlin Cornélie Van Oosterzee compose principalement des œuvres pour orchestre. Bien qu'elle restera toute sa vie à Berlin, elle est acclamée aux Pays-Bas : elle est faite chevalier de l'ordre d'Orange-Nassau en 1897. Le 31 août 1898, elle dirige l'Orchestre du Concertgebouw dans une cantate d'ouverture composée par elle lors de l'ouverture de l'Exposition nationale du travail des femmes à La Haye, avec pour solistes Alltje Noordewier-Reddingius et Anna Strock-Kappel.
On sait relativement peu de choses sur ses vingt-cinq dernières années. Elle est restée célibataire et sans enfant et a vécu vers la fin de sa vie avec sa sœur Carolina Henriëtte Paulina à Aschaffenburger Straße à Berlin-Wilmersdorf. Elle était, entre autres, correspondante musicale pour Algemeen Handelsblad. Un article de journal non daté mentionne qu'elle a reçu la Décoration de la Croix-Rouge allemande « pour son travail sacrificiel pour les nécessiteux allemands ». L'intérêt pour son travail diminue dans l'entre-deux-guerres face à des styles de composition plus modernes. Certaines de ses chansons et œuvres chorales étaient parfois chantées. À la fin de sa vie, ses plus grandes œuvres ont été complètement oubliées.
Elle meurt peu avant son quatre-vingtième anniversaire à Berlin le 12 août 1943.
Environ quarante de ses pièces ont été conservées. On pense que beaucoup de ses œuvres ont été perdues lors de la bataille de Berlin.

## Œuvres
Influencé par Wagner et Strauss, Van Oosterzee a composé dans un langage romantique tardif. Elle a écrit des œuvres chorales, des chansons, de la musique pour piano, de la musique de chambre, un opéra et diverses œuvres pour orchestre. Son seul travail faisant référence à son séjour en Indonésie est Sechs leichte Klavierstucke op. 55, qui comprend Malaiisches Wiegenliedchen et Javanische Tanz.
Sa musique a d'abord été régulièrement interprétée, tant en Allemagne par les éminents chefs d'orchestre Arthur Nikisch et Gustav Kogel que par l'orchestre le plus important des Pays-Bas, l'Orchestre royal du Concertgebouw, qui a interprété l'une de ses œuvres à dix-sept reprises. Le Prologue de Iolanthe, par exemple, a été joué le 1er septembre 1894 lors de l'ouverture festive du théâtre municipal d'Amsterdam, sous la direction du chef d'orchestre Willem Kes. Son successeur Willem Mengelberg a dirigé ses Koningsidyllen au Concertgebouw en 1897 (elle a dirigé l'exécution à La Haye la même année), et en 1900 sa Symphonie en fa mineur. Une partie séparée des Koningsidyllen en quatre mouvements a été jouée une fois de plus par le deuxième chef d'orchestre Cornelis Dopper en 1910, mais après cela, l'Orchestre du Concertgebouw n'a plus eu de compositions de Van Oosterzee sur ses pupitres. Son opéra Das Gelöbnis est créé le 1er mai 1910 au Hoftheater de Weimar, sous la direction de Peter Raabe. La critique parue dans l'influent Neue Zeitschrift für Musik ne mâchait pas ses mots : ni le livret ni la musique de Cornélie van Oosterzee ne pouvaient être loués. Le public, cependant, fut enthousiaste ce qui a contrarié le critique.
- Das Gelöbnis, opéra (1910)
- Koningsidyllen, poème symphonique d'après Alfred Tennyson
- Fantasme nordique
- Prélude à Iolanthe[6]
- Te Bethlehem (1895)
- Chansons sentimentales op. 54 (1905)
- Symphonie en fa mineur
- Cantate pour l'ouverture de l'Exposition nationale du travail des femmes en 1898